# I'm Just a Girl Who Can't Say D'oh
«I'm Just a Girl Who Can't Say D'oh» (укр. «Я — просто дівчина, що не каже „Д'оу“») — двадцята серія тридцятого сезону мультсеріалу «Сімпсони», прем'єра якої відбулась 7 квітня 2019 року у США на телеканалі «Fox».

## Сюжет
Незадоволені актори і знімальна група місцевого театру Спрінґфілда усувають режисера Ллевелліна Сінклера від роботи над мюзиклом «Оклахома!». Мардж стає директоркою театру. Їй потрібне шоу, яке можна вдало адаптувати у Спрінґфілді. Ліса пропонує зняти мюзикл про засновника Спрінґфілда, Джебедая Спрінґфілда — «Наш кривавий Джебедая» (англ. «Bloody, Bloody Jebediah»).
Тим часом Гомер відвозить Меґґі до класу «Татусь і я». Гомер виявляє, чому так багато тат беруть участь у заняттях — їх дуже приваблює керівниця Хлоя.
Красті планує випустити мюзикл у прямому етері на телебаченні з Третім Номером Мелом у головній ролі і записом постановки під відкритим небом. Однак, пізніше Мел відмовляється від шоу, тому Мардж вимушена провести повторний кастинг. Вона виявляє, що професор Фрінк має чудовий співочий голос.
Тим часом у класі «Татусь і я» Хлоя одружується з одним із батьків і припиняє уроки. Після їх закінчення Гомер виявляє, що Меґґі подобалася не Хлоя, а час, проведений разом з Гомером.
У день прем'єри мюзиклу після успішного старту починає сильно дощити. Ліса швидко переписує закінчення на задоволення аудиторії. Шоу номінується на дванадцять нагород, Марж отримала спеціальну нагороду за «найкращого новачка».

## Виробництво
Спочатку 7 квітня 2019 року мала вийти серія «The Incredible Lightness of Being a Baby» як 20 серія 30 сезону, а «I'm Just a Girl Who Can't Say D'oh» — 28 квітня як 21 серія. Однак, «The Incredible Lightness of Being a Baby» затримали через створення пов'язаної короткометражки «Playdate with Destiny» (укр. «Час грати з долею») 2020 року.

## Ставлення критиків і глядачів
Під час прем'єри серію переглянули 1,61 млн осіб з рейтингом 0.7, що зробило її другим за популярністю шоу на каналі «Fox» тієї ночі, після «Бургерів Боба», однак найменш популярною серією загалом на той час.
Денніс Перкінс з «The A.V. Club» дав серії оцінку C-, сказавши: «на жаль, результат серії — це неохайне, недбало задумане висвітлення сюжету, де характер і логіка оповіді поступаються місцем химерному розповіді, серйозному бракуванню жартів та одному з найменш цікавих (і при цьому таких, що смутно дратують) підсюжетів за останній час».
Тоні Сокол з «Den of Geek» дав серії три з п'яти зірок, похваливши зображення Мардж.
Згідно з голосуванням на сайті The NoHomers Club більшість фанатів оцінили серію на 2/5 із середньою оцінкою 2,36/5.